# 拉日斯平塔达斯
拉日斯平塔达斯是巴西北大河州的一个市镇。总面积130.208平方公里，总人口4582人，人口密度35.2人/平方公里。